# 北京天桥艺术中心

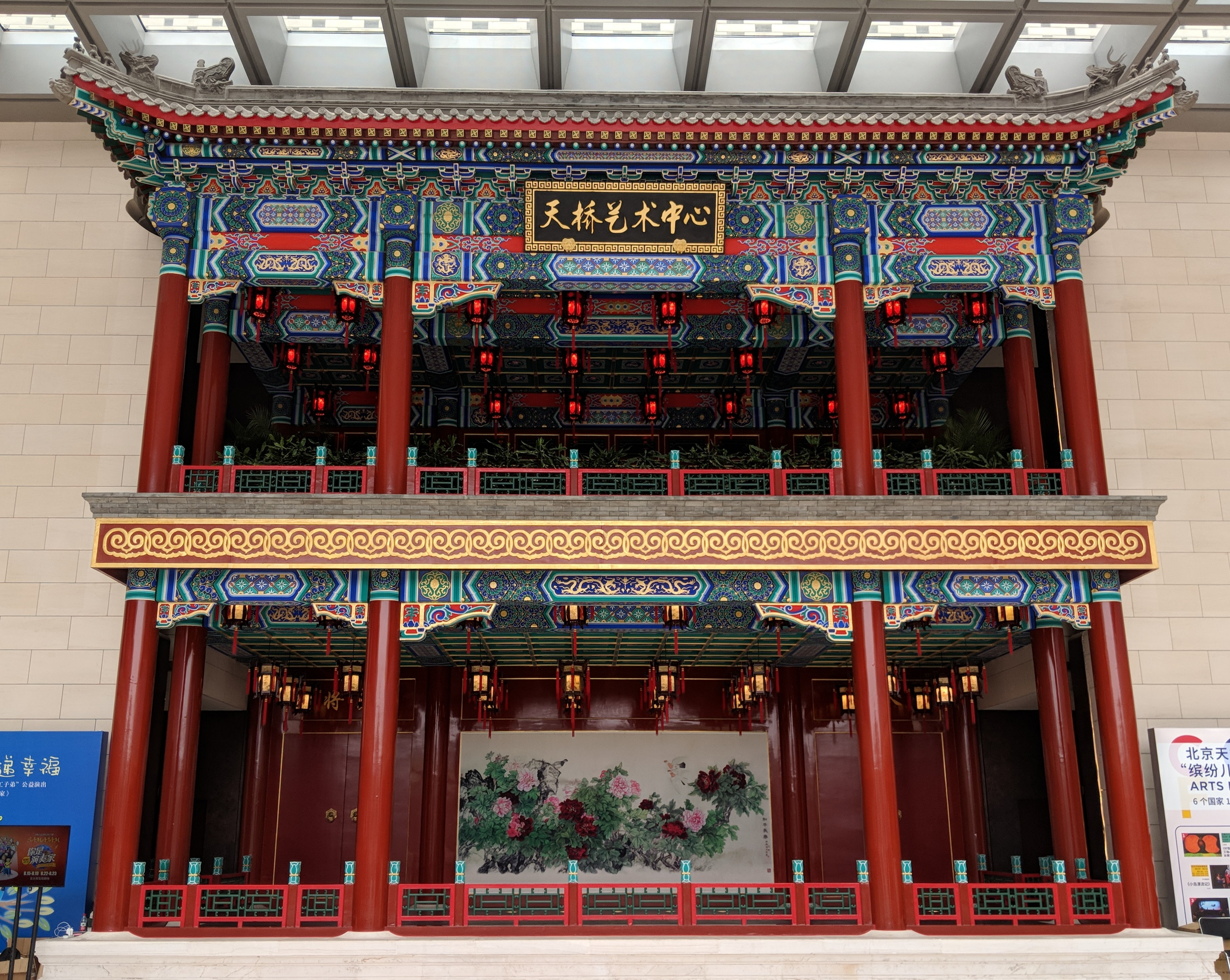
北京天橋藝術中心的內部。

北京天桥艺术中心，位于北京市西城区天桥南大街9号楼，是一个现代化的剧场群。

## 简介

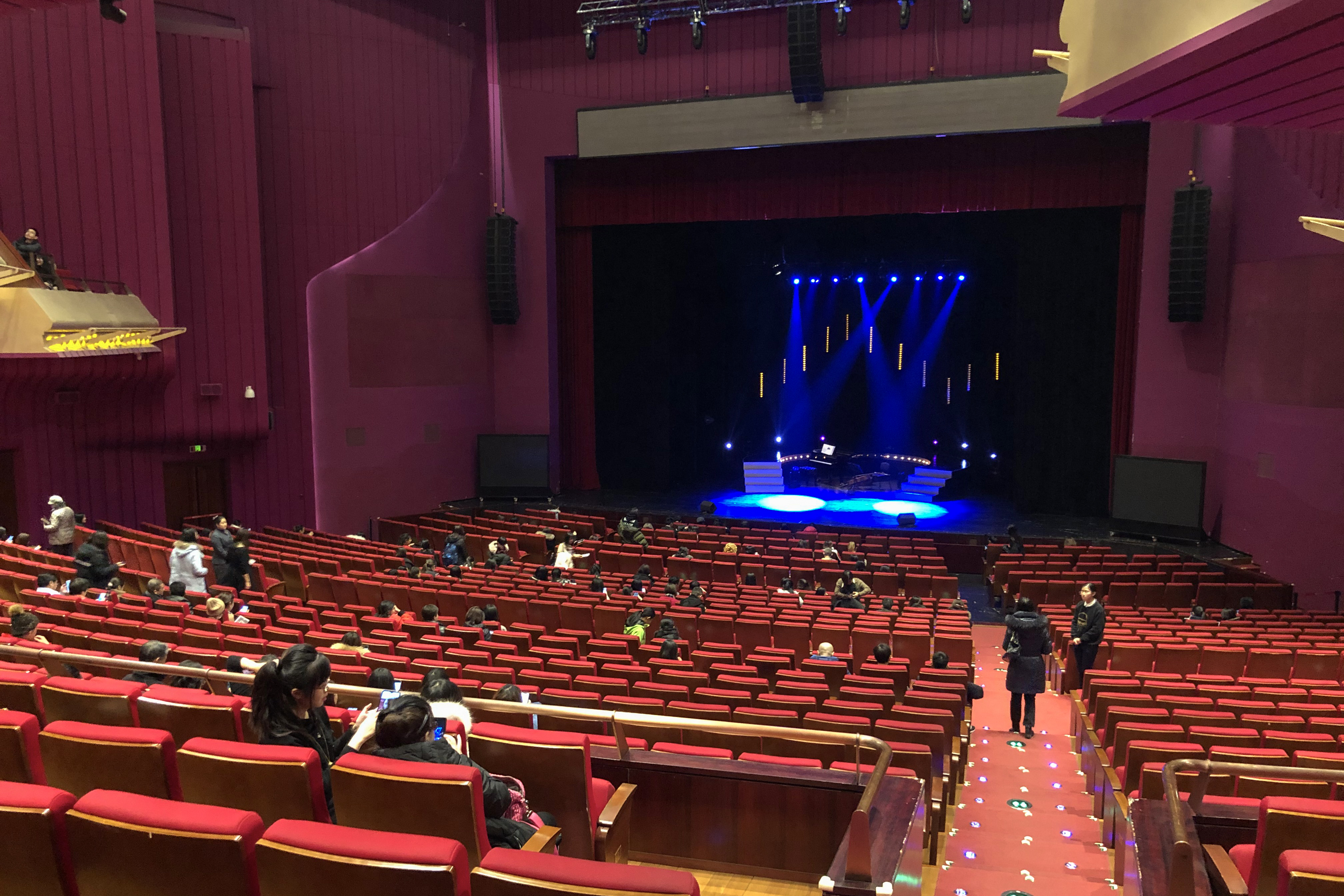
天桥艺术中心大剧场

北京天桥艺术中心位于北京南中轴线西侧，北京自然博物馆对面，占地面积1.65公顷，建筑面积7.5万平方米。2012年3月动工建设，2015年11月20日开业。北京天桥艺术中心包括一个有1600个座位的大剧场，一个有1000个座位的中剧场，一个有400个座位的小剧场，一个有300个座位的多功能剧场。北京天桥艺术中心开业后，演出以音乐剧、戏剧、家庭秀为主。开业后，北京天桥艺术中心随即举办开幕演出季。大剧场作为中华人民共和国第一个专业音乐剧剧场，开幕戏是音乐剧《剧院魅影》；中剧场的开幕戏是改编自李敖同名小说，由田沁鑫编剧并导演的话剧《北京法源寺》；小剧场的开幕戏是“新力量——十大新锐导演作品展演”。
北京天桥艺术中心管理有限公司由中国对外文化集团公司与北京金融街投资（集团）有限公司共同出资成立，负责运营管理北京天桥艺术中心。